# Fluorovodonik
Fluorovodonik ili hidrogen fluorid (HF) je jedinjenje u kojem fluor ima oksidaciono stanje -1.

## Dobijanje
Dobija se reakcijom između kalcijum fluorida i sumporne kiseline:
{\displaystyle CaF_{2}+H_{2}SO_{4}\rightarrow CaSO_{4}+2HF}
Bezvodni HF se dobija po reakciji:
{\displaystyle KHF_{2}(s)\rightarrow KF(s)+HF(g)}

## Osobine
Zbog prisustva vodonične veze, fluorovodonik je tečnost, čija je tačka ključanja +20 °. Meša se s vodom i komercijalno dolazi kao 40%-tni rastvor. Vodeni rastvor fluorovodonika se naziva fluorovodonična kiselina. Ako rastvor dospe na kožu, uzrokuje gnojne rane.
Bezvodni HF nije hemijski reaktivan, ali u prisustvu tragova vode reaguje s metalima i njihovim oksidima. Fluorovodonik reaguje sa silicijum dioksidom, pri čemu se oslobađa gasoviti SiF4. Kako je silicijum dioksid glavna komponenta stakla, HF se ne sme držati u staklenoj boci.
{\displaystyle SiO_{2}(s)+4HF\rightarrow SiF_{4}(g)+2H_{2}O}